# Chalcura orientalis
Chalcura orientalis is een vliesvleugelig insect uit de familie Eucharitidae. De wetenschappelijke naam is voor het eerst geldig gepubliceerd in 1913 door Girault.